# Thrasher
Thrasher es una Revista de skate mensual fundada en 1981 por Eric Swenson y Fausto Vitello. Esta revista publica artículos, entrevistas con patinadores profesionales y noticias de grupos musicales, revisiones de skateparks y singularidades mixtas.
En 1999 la revista patrocinó un videojuego para PlayStation llamado Thrasher: Skate and Destroy

## King of the road
Thrasher recientemente ha comenzado una competición llamada, The King of the Road, que toma cuatro equipos de patinadores profesionales, les da un libro de desafíos y dos semanas para viajar a través del país para completar tantos objetivos como puedan. 

## Skater of the Year
El título de Skater del año es dado a conocer una vez al año por la revista Thrasher. La tradición comenzó en 1990 y ha sido uno de los premios más respetados por la cultura skateboarding. El título es concedido al patinador que ha recibido la mayor parte de votos de los lectores de ThrasherMegazine.

### Skaters of the Year
- 1990 - Tony Hawk
- 1991 - Danny Way
- 1992 - John Cardiel
- 1993 - Javier Álvarez
- 1994 - Mike Carroll
- 1995 - Chris Senn
- 1996 - Eric Koston
- 1997 - Bob Burnquist
- 1998 - Andrew Reynolds
- 1999 - Brian Anderson
- 2000 - Geoff Rowley
- 2001 - Arto Saari
- 2002 - Tony Trujillo
- 2003 - Mark Appleyard
- 2004 - Danny Way
- 2005 - Chris Cole
- 2006 - Daewon Song
- 2007 - Marc Johnson
- 2008 - Silas Baxter-Neal
- 2009 - Chris Cole
- 2010 - Leo Romero
- 2011 - Grant Taylor
- 2012 - David González
- 2013 - Ishod Wair[1]
- 2014 - Wes Kremer[2]
- 2015  - Anthony Van Engelen
- 2016  - Kyle Walker
- 2017  - Jamie Foy
- 2018  - Tyshawn Jones
- 2019  - Milton Martínez
- 2020  - Mason Silva
- 2021  - Mark Suciu
- 2022  - Tyshawn Jones
- 2023  - Miles Silvas
- 2024 - Jamie Foy[3]

### Hall of meat
Esta sección hace registros visuales gráficos editados bajo la marca registrada de hall of meat con el sonido registrado de cuchillos afilándose característicos de esta sección popular de la revista a los peores golpes y fracturas  del skateboarding  que los profesionales han vivido previamente.